# Peugeot Motocycles
Peugeot Motocycles ist ein französischer Hersteller zwei- und dreirädriger Motorroller. Das Unternehmen entstand 1926 unter dem Namen Cycles Peugeot, als die Automobil- und Motorradsparten von Peugeot aus finanziellen Gründen in verschiedene Unternehmen aufgeteilt wurden. Seit dem 1. Quartal 2023 wird das Unternehmen mehrheitlich von der deutschen Beteiligungsgesellschaft Mutares gehalten. Sitz der Firma und Produktionsstandort ist Mandeure (Frankreich), wo das Stammwerk im Ortsteil Beaulieu seit 1886 besteht; Seit 2006 wird auch in Jinan (China), in einem Werk des Joint Venture von Peugeot Motocycles mit Jinan Qingqi, produziert.

## Geschichte
1882 begann Peugeot mit der Herstellung und Vermarktung des ersten Peugeot Fahrrades, dem „Grand Bi“. Die Idee hierzu kam von Armand Peugeot, welcher während seines Studiums in England die Möglichkeiten dieses neuen Fortbewegungsmittels erkannte. Aufgrund des sehr großen Erfolges des Fahrrades mit dem Löwen wurde die Entwicklung und Produktion von zwei- und dreirädrigen Fahrzeugen verstärkt. Das erste Motorrad wurde 1898 gefertigt, 1900 wurden bereits 20.000 Fahrräder verkauft.
Ab 1919 liefen die Geschäfte sowohl im Automobil- als auch im Motorradbereich eher schleppend, so dass sich die Aktiengesellschaft hoch verschuldete. 1926 wurden die Geschäftsbereiche Zweiräder (Fahr- und Krafträder) und Automobil komplett getrennt, es entstand Cycles Peugeot mit einem Kapital von 15 Millionen Francs. Beaulieu wurde zum Unternehmenssitz. Im Jahr 1934 wurden mit einer modifizierten P 515, mit dem für die damalige Zeit fortschrittlichen und sehr leistungsstarken Serienmotor mit 500 cm³ Hubraum und OHV-Ventilsteuerung, neun Geschwindigkeitsweltrekorde aufgestellt. Der Rekord der über 24 Stunden gefahrenen Durchschnittsgeschwindigkeit blieb über 40 Jahre lang ungebrochen. 1955 wurden die Geschäfte in Peugeot Cycles (Fahrräder) und Peugeot Motocycles in seiner heutigen Rechtsform (motorisierte Zweiräder) getrennt. 1964 wurde die Motorradproduktion eingestellt, neben den Fahrrädern wurden nunmehr nur noch Kleinkrafträder hergestellt.
1984 stieg Honda mit 10 % bei der Société Mécanique du Haut-Rhin, einer Tochtergesellschaft von Cycles Peugeot, welche Motoren herstellt, ein. Dieses Engagement wurde 1985 auf 25 % gesteigert. Nach einer Fusion mit Aciers et Outillages Peugeot 1987 wurde die Gesellschaft E.C.I.A. (Équipements et Composants pour l‘Industrie Automobile) gegründet. Honda zog sich aus seinen Anteilen zurück, das Automobilzulieferer-Geschäft wurde 1998 nach der Fusion mit dem Sitzhersteller Bertrand Faure zu Faurecia (heute Forvia) und das Unternehmen wieder in Peugeot Motocycles (Abkürzung PMTC), welches zur Groupe PSA gehörte, umbenannt.
Im Jahr 2010 änderte sich die Firmierung zu Peugeot Scooters, um dem Umstand Rechnung zu tragen, dass das Unternehmen nur noch Motorroller anbot – dies wurde 2018 rückgängig gemacht. Im Januar 2015 erwarb der indische Automobilhersteller Mahindra mit seiner Tochtergesellschaft Mahindra Two Wheelers Ltd. eine Mehrheitsbeteiligung von 51 % an Peugeot Motocycles.
Im Oktober 2019 wurde bekannt gegeben, dass Mahindra Peugeot Motocycles komplett übernimmt. Am 10. November 2022 wurde der Erwerb von 50 % der Aktienanteile und einer Kontrollmehrheit von 80 % an Peugeot Motocycles durch die deutsche Beteiligungsgesellschaft Mutares bekannt gegeben.
Auf dem Pariser Autosalon im Oktober 2018 kündigte Peugeot Motocycles mit zwei Konzeptfahrzeugen die Rückkehr zur Motorradproduktion an. Die kleinen Motorräder der Gattung Naked Bike sind unter den Modellnamen PM-01 (mit 125 cm³ Hubraum) und PM-03 (300 cm³) ab dem Modelljahr 2023 erhältlich.

## Modelle

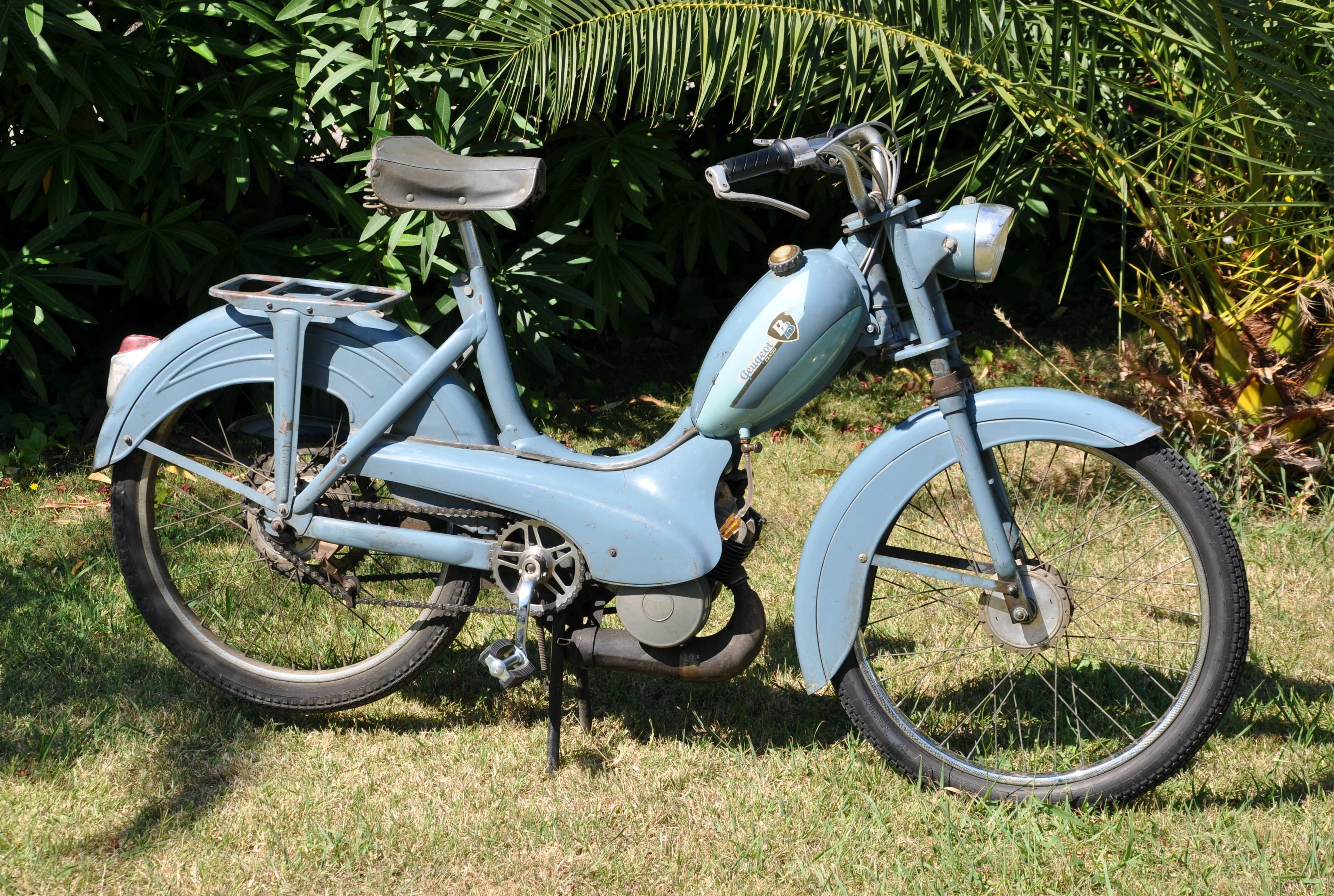
Peugeot BB (1957)

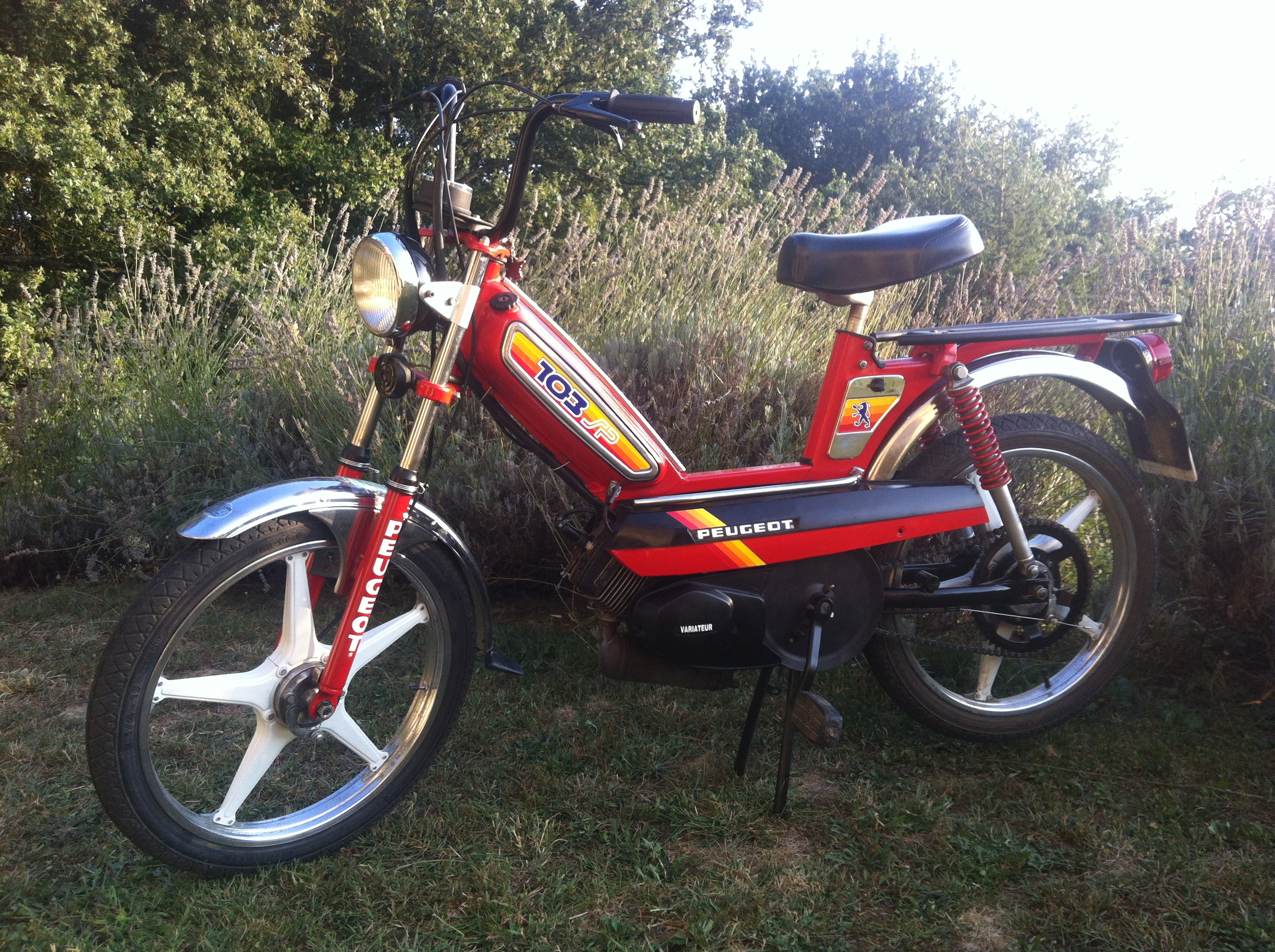
Peugeot 103 SP (1985)

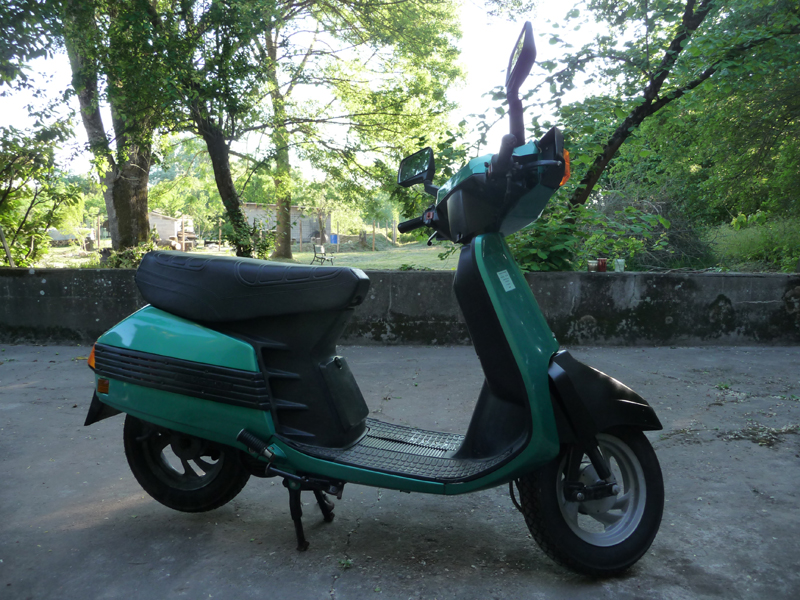
Peugeot SC (1989)

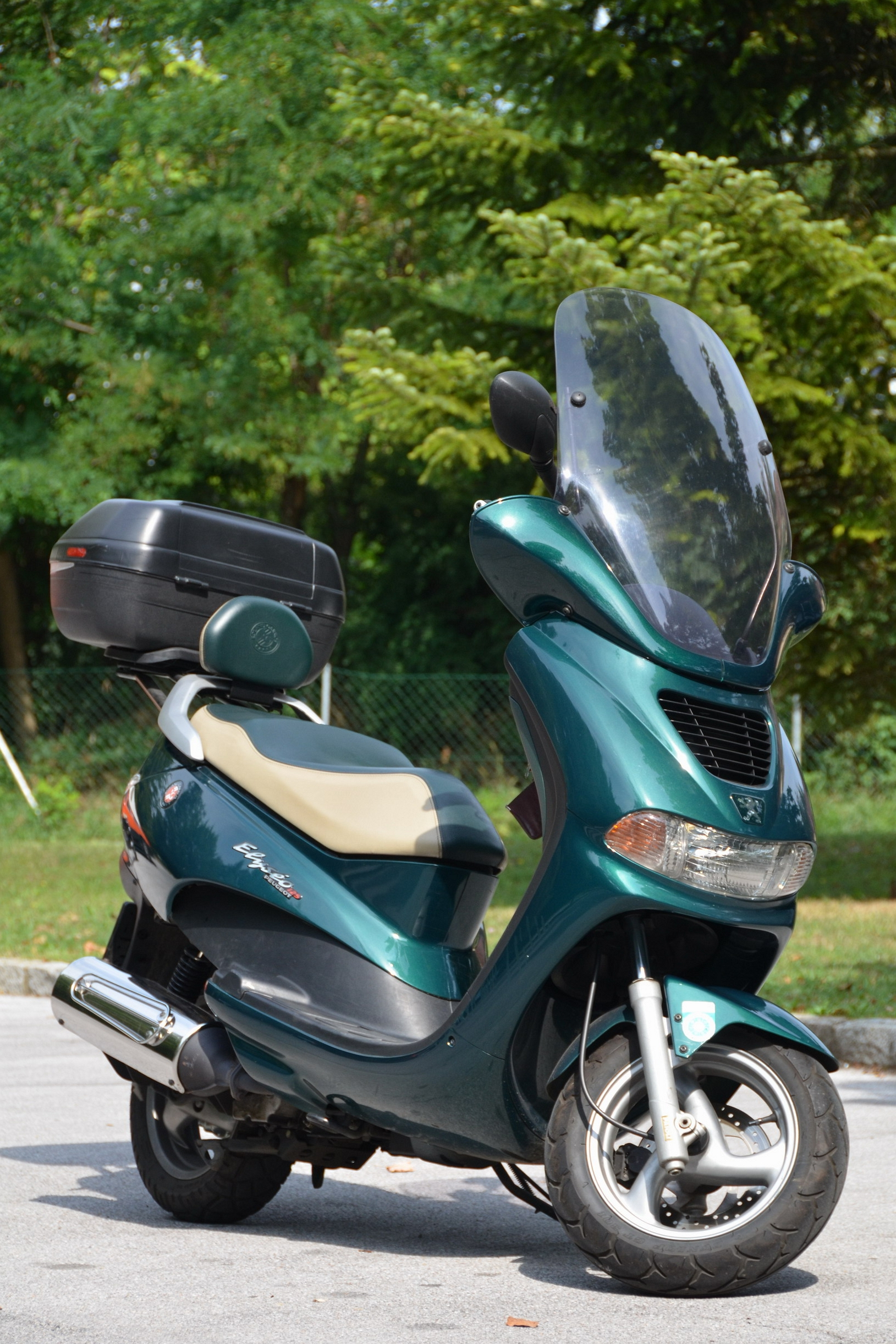
Peugeot Elyséo 125, Sondermodell „Roland Garros“ (2002)

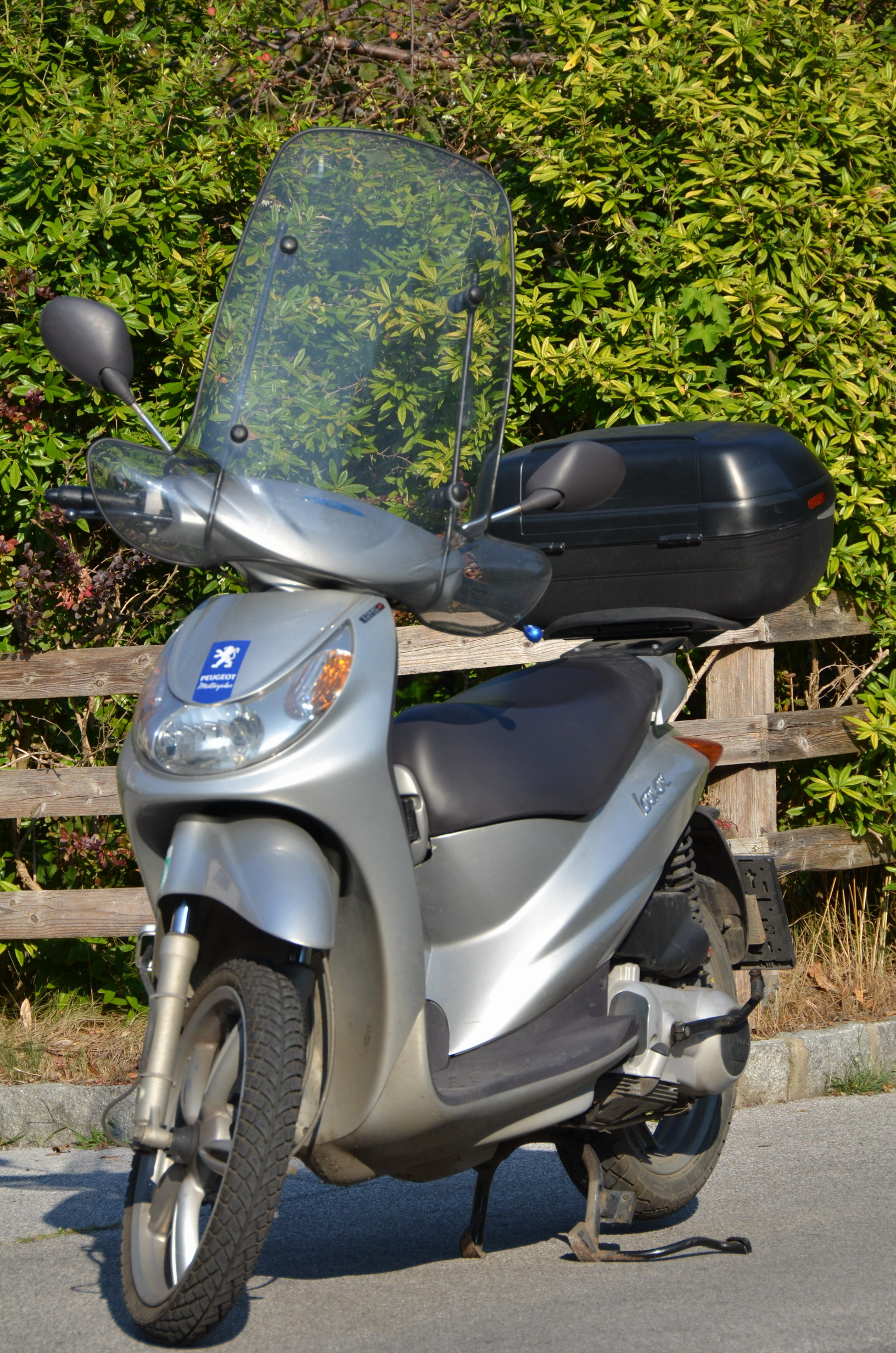
Peugeot Looxor 125 (2007)

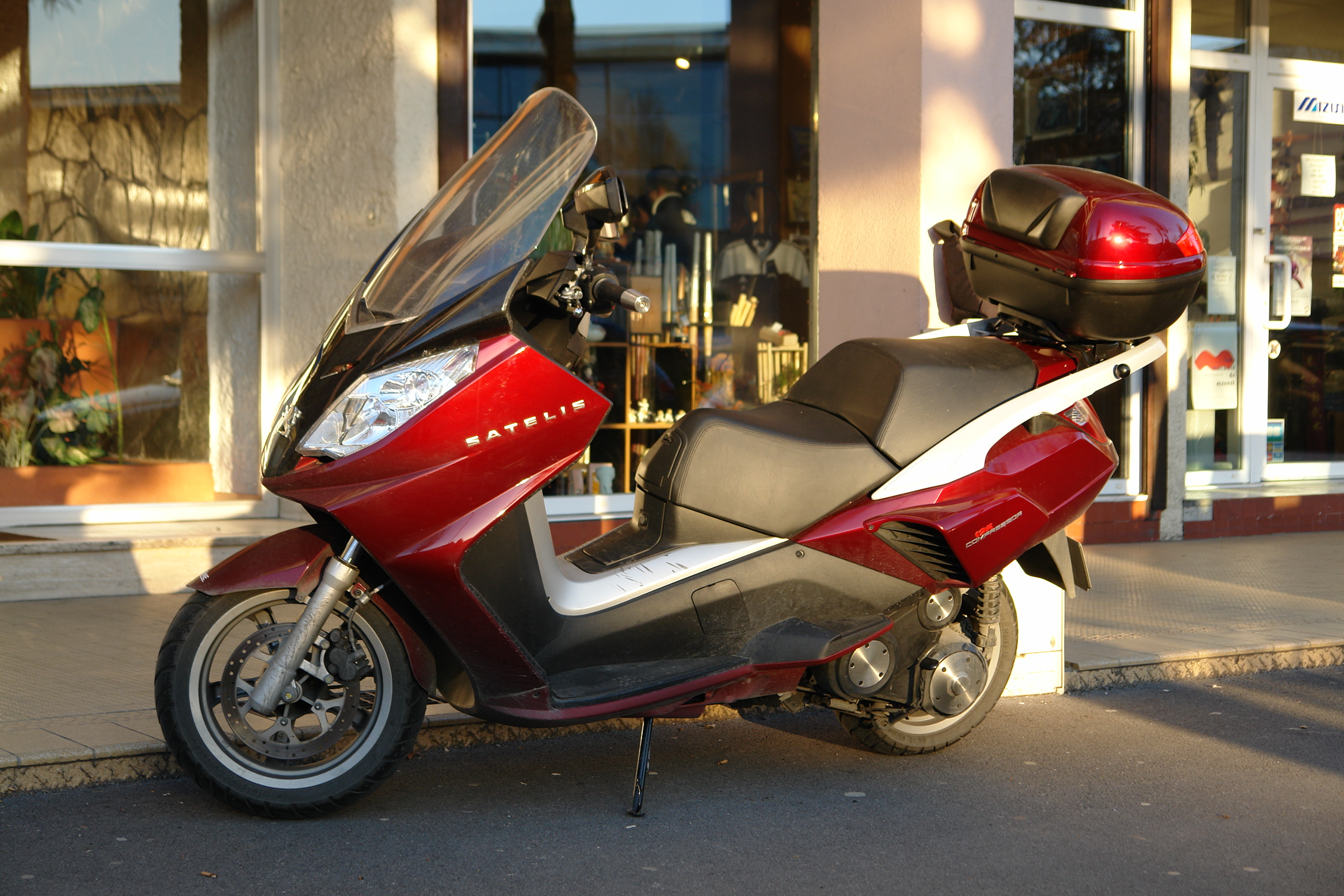
Peugeot Satelis 125 Compressor (2007)

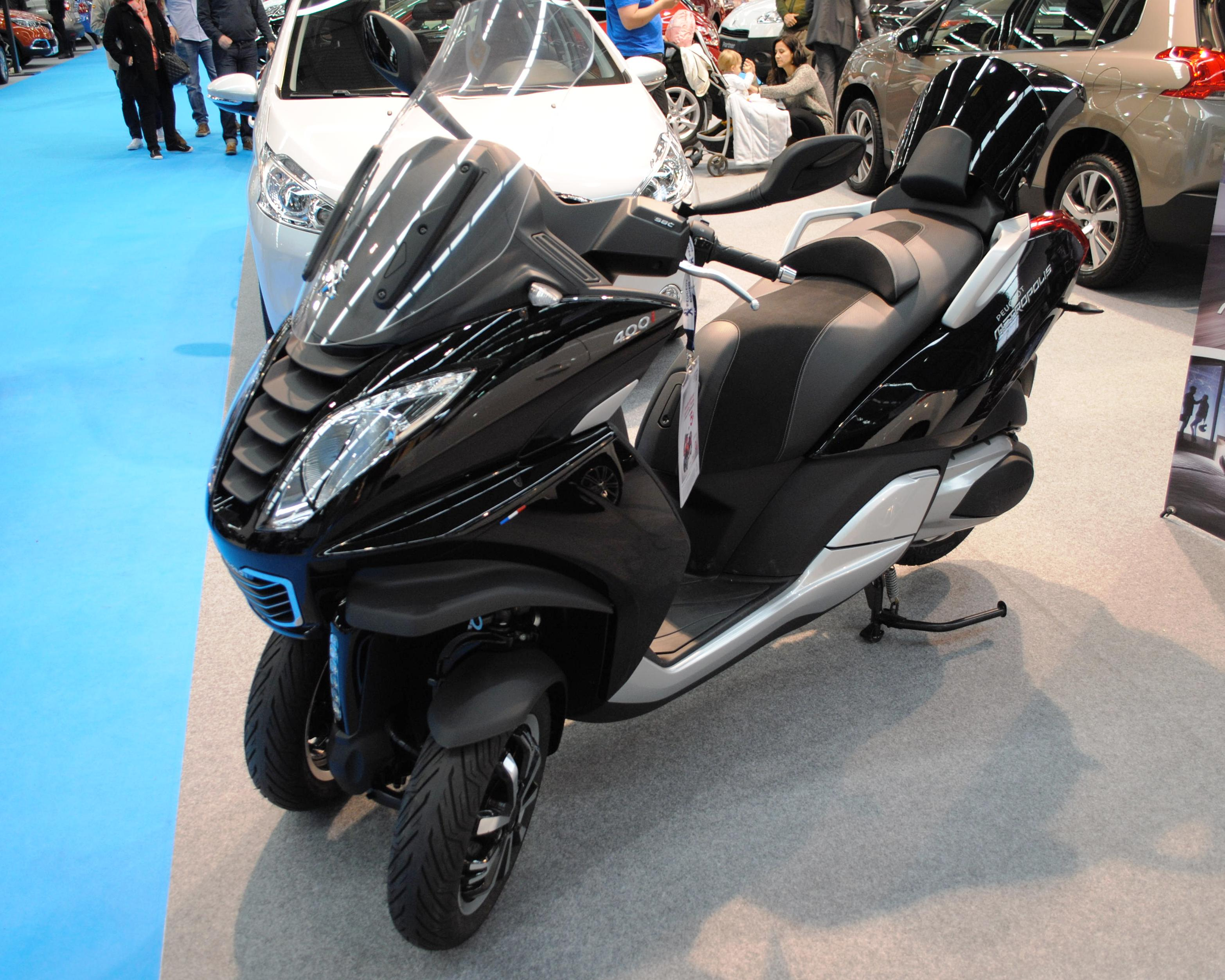
Peugeot Metropolis (2014)

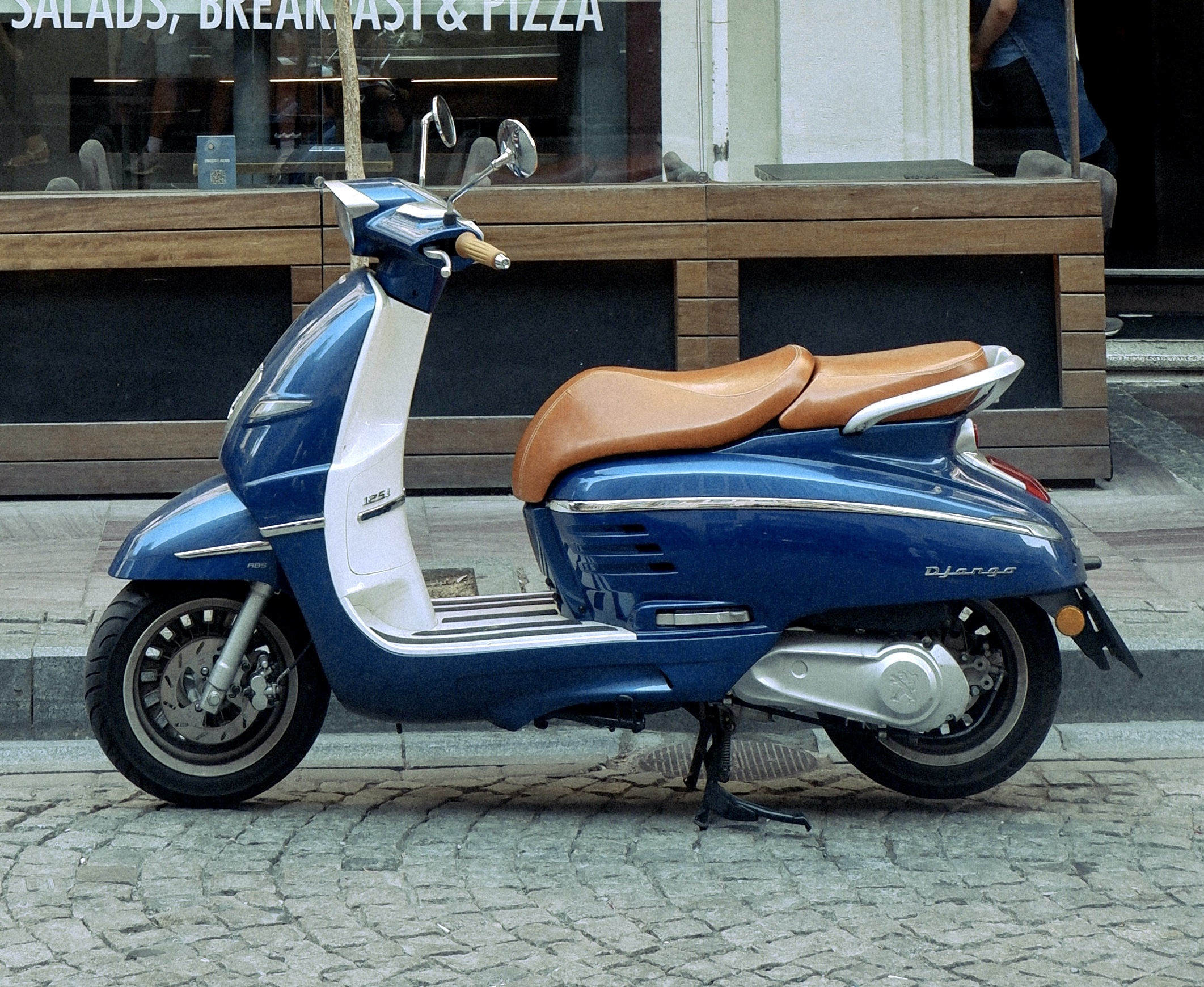
Peugeot Django Classic (2023)

Stand: Mai 2024

### Aktuelle Modelle
Motorroller (alle mit Viertaktmotoren oder Elektroantrieb)
- Django (125 cm³)
- Django Classic (50 und 125 cm³, Retrodesign, seit 2014[10] größere Version mit ABS[11])
- Kisbee (50 cm³)
- Metropolis (400 cm³, Dreiradroller)
- Pulsion (125 cm³)
- Speedfight (50 und 125 cm³, seit 1996 inzwischen vierte Generation)
- e-Streetzone (Elektroroller)
- Streetzone 50 (50 cm³)
- Tweet (50 und 125 cm³)
- XP 400 (400 cm³, Maxiscooter)

Motorräder
- PM-01 (125 cm³)
- PM-03 (300 cm³)[12]

### Historische Modelle
Auswahl:
- Peugeot (1906)
- 500 Sport (1913–1914)
- Bima (1951–1956, Fahrrad mit Hilfsmotor, 49 cm³)
- BB (1957–1970, Moped, 50 cm³)
- 101 (1967–1982, Mofa, 50 cm³)
- 102 (1970–1985, Mofa, 50 cm³)
- 103 (1971–2017, Moped, 50 cm³, 2-Takt-Motor mit Vergaser, zuletzt als Vogue erhältlich)[13]
- 104 (1971–1980, Moped, 50 cm³, Premiumversion der 103, nicht zu verwechseln mit dem PKW Peugeot 104)
- 105 (1980–?, Moped, 50 cm³, Premiumversion der 103)
- SC (1983–1992, Motorroller, 50 und 80 cm³, 2-Takt-Motor mit Vergaser)
- SV (1992–2004, Motorroller, 50, 80, 100, 125 und 250 cm³)
- Buxy (1994–2001, Motorroller, 50 cm³)
- Peugeot Scoot'elec (1996–2006, erster Elektroroller)
- TKR (1997–2014, Motorroller, 50 cm³, 2-Takt-Motor mit Vergaser)
- Elyséo (1998–2006, Motorroller, 50, 100 und 125 cm³)
- Looxor (2001–2014, Motorroller, 50 und 125 cm³)
- JetForce (2002–2014, Motorroller, 50 cm³ 2-Takt-Motor bzw. 125 cm³ 4-Takt-Motor)
- Elystar (2002–2014, Motorroller, 50 cm³)
- Satelis (2006–2017, Maxiscooter, 250, 300, 400 und 500 cm³)
- Geopolis (2007–2013, Motorroller, 125 cm³)
- Geopolis (2007–2016, Maxiscooter, 250, 300 und 400 cm³)
- Vivacity (2008–2018, Motorroller, 50 und 100 cm³)
- Citystar (2011–2022, Motorroller, 50, 125 und 200 cm³)
- e-Vivacity (2012–2018, Elektroroller)
- Satelis (2012–2019, Motorroller, 125 cm³)
- Belville (2017–2023, Motorroller, 125 cm³)
- Peugeot 2.0 (2018–2022, Elektroroller[14])